# Ian Lowe
Pour les articles homonymes, voir Lowe.
Ian Lowe (né le 3 novembre 1942) est un universitaire et écrivain australien spécialisé dans les questions environnementales. Diplômé en physique, il est professeur émérite de science, technologie et société et ancien directeur de la School of Science de l'Université Griffith. Il est également professeur adjoint à la Sunshine Coast University (en) et à l'Université Flinders.
Lowe a écrit ou co-écrit 10 livres, 10 livres Open University, plus de 50 chapitres de livres et plus de 500 autres publications. Parmi les livres de Lowe figurent A Big Fix (en), Reaction Time (en), Living in the Hothouse (en), Why vs Why: Nuclear Power, A Voice of Reason: Reflections on Australia, Bigger or Better?, Australia's Population Debate, The Lucky Country? Reinventing Australia et Long Half-life: The Nuclear Industry in Australia.

## Carrière
En 1991, Ian Lowe fait équipe avec Fay Gale pour donner les conférences Boyer (en), intitulées « Changing Australia (changes through technology) ».
En 1996, il a été président du conseil consultatif produisant le premier rapport national sur l'état de l'environnement en Australie. Il est mécène de Sustainable Population Australia (en). L'un de ses principaux intérêts est la manière dont les décisions politiques influencent l'utilisation de la science et de la technologie, en particulier dans les domaines de l'énergie et de l'environnement.
Il a écrit pendant 13 ans une chronique régulière pour New Scientist et écrit également pour plusieurs autres publications, tout en contribuant fréquemment à des programmes de médias électroniques.
Lowe a été membre de l'Australian Radiation Health and Safety Advisory Council de 2002 à 2014 et ancien membre ou président de nombreux autres organismes conseillant les trois niveaux de gouvernement en Australie.
En avril 2015, Lowe a été nommé au comité consultatif d'experts de la Commission royale du cycle du combustible nucléaire (en) en Australie-Méridionale.
Il est actuellement professeur émérite de sciences, technologie et société et ancien directeur de l'École des sciences de l'Université Griffith. Il est également professeur adjoint à la Sunshine Coast University (en) et à l'Université Flinders.

## Plaidoyer énergétique
Lowe considère que l'option nucléaire pour la production d'électricité est risquée et irréalisable. Il dit que les installations nucléaires ont culminé au siècle dernier et qu'au cours des 20 dernières années, les retraites, les annulations et les reports ont dépassé en nombre la construction de nouveaux réacteurs. Lowe dit que l'énergie nucléaire est trop chère, avec des problèmes insurmontables liés à l'élimination des déchets et à la prolifération des armes. Ce n'est pas non plus une réponse assez rapide pour lutter contre le changement climatique. Lowe plaide pour les énergies renouvelables qui, selon lui, sont "plus rapides, moins chères et moins dangereuses que le nucléaire",.

### Why vs. Why: Nuclear Power
Dans le livre de 2010 Why vs. Why: Nuclear Power  Barry Brook et Ian Lowe débattent et articulent le débat sur l'énergie nucléaire. Brook soutient qu'il y a sept raisons pour lesquelles les gens devraient dire « oui » à l'énergie nucléaire  :

- "Parce que les énergies renouvelables et l'efficacité énergétique ne résoudront pas les crises énergétique et climatique
- Parce que le combustible nucléaire est pratiquement illimité et a un énorme impact énergétique
- Parce que la nouvelle technologie résout le problème des « déchets nucléaires »
- Parce que le nucléaire est l'option énergétique la plus sûre
- Parce que l'énergie nucléaire avancée renforcera la sécurité mondiale
- Parce que les coûts réels de l'énergie nucléaire sont inférieurs à ceux des combustibles fossiles ou des énergies renouvelables
- Parce que le nucléaire peut conduire la révolution des « énergies propres »

Lowe soutient qu'il y a sept raisons pour lesquelles les gens devraient dire « non » à l'énergie nucléaire 
 :
- "Parce que ce n'est pas une réponse assez rapide au changement climatique
- car c'est trop cher
- Parce que le besoin en électricité de base est exagéré
- Parce que le problème des déchets n'est toujours pas résolu
- Parce que cela augmentera le risque de guerre nucléaire
- Parce qu'il y a des problèmes de sécurité
- Parce qu'il y a de meilleures alternatives"

## Prix et distinctions
Lowe a été nommé Officier de l'Ordre d'Australie en 2001 pour services rendus à la science, à la technologie et à l'environnement. En 2002, il a reçu une médaille du centenaire pour ses contributions aux sciences de l'environnement et a remporté le prix Eureka (en) pour la promotion de la science. Ses contributions ont également été reconnues par le Premier ministre's Environment Award for Outstanding Individual Achievement, le Queensland Premier's Millennium Award for Excellence in Science et le University of NSW Alumni Award pour ses réalisations scientifiques. Lowe a été nommé Humaniste de l'année en 1988.
Il a été président de l'Australian Conservation Foundation de 2004 à avril 2014. En 2009, l'Académie internationale des sciences, de la santé et de l'écologie lui a décerné la médaille d'or Konrad Lorenz. En 2019, l'Université de Nouvelle-Galles du Sud a reconnu l'ensemble de ses travaux publiés par l'attribution d'un doctorat supérieur, Doctor of Science [D.Sc. ].

### Livres
- Lowe, Ian, A big fix : radical solutions for Australia's environmental crisis, Melbourne, Black, Inc., 2008 (ISBN 1863951261)
- Reaction Time
- Living in the Hothouse
- avec Barry Brook Why vs Why: Nuclear Power
- A Voice of Reason: Reflections on Australia
- Bigger or Better? Australia's Population Debate
- The Lucky Country? Reinventing Australia
- Lowe, Ian, Long Half-life: The Nuclear Industry in Australia, Melbourne, Monash University Publishing, 2021 (ISBN 9781922464491, lire en ligne)

### Articles et autres contributions
- Lowe, Ian, « Groundswell », Quarterly Essay, vol. 9,‎ mars 2003, p. 97–102

## Voir également
- Mouvement antinucléaire en Australie